# Острозький Костянтин Іванович
Костя́нтин Іва́нович Остро́зький (1460, Острог, Волинь — 11 вересня 1530, Турів) — військовий і державний діяч Великого князівства Литовського, Руського і Жемайтського із роду Острозьких.
Староста брацлавський (1497—1500), вінницький (1507—1516) та звенигородський (1518—1530), староста луцький і упитський, маршалок Волинської землі (1507—1522), каштелян віленський (1511—1522), воєвода трокський (троцький) (1522—1530), великий гетьман литовський (1497—1500, 1507—1530).
Став одним із найвидатніших полководців XVI століття. Сучасники порівнювали його зі стратегами античності — провів 65 битв, програв 3, брав участь в успішних кампаніях проти татар та Московської держави. 8 вересня 1514 року, в битві під Оршею, військо Костянтина Острозького розбило московське військо воєвод Івана Челядніна та Михайла Голиці.

## Біографія
Князь Костянтин Іванович Острозький народився в 1460 році на Волині. Рано втратив обох батьків. Розпочав свою військову кар'єру за часів короля Яна I Ольбрахта.
За перемогу біля Очакова проти сил хана Мехмет-Ґірея першим отримав посаду Великого гетьмана Литовського 10 серпня 1497 року.
У битві над Ведрошею 14 липня 1500 року русько-литовсько-польське військо під керівництвом Костянтина Острозького зазнало поразки від московського війська, сам Костянтин потрапив у полон. 1506 року Василій III змусив Костянтина Острозького підписати присягу на вірність; отримавши свободу пересування, втік на Волинь у 1507 році. 4 грудня 1507 року король надав йому правом «доживоття» монастир Святого Миколая в Жидичині.
Незважаючи на заборону будувати у Великому князівстві Литовському нові церкви, 19 червня 1511 року отримав дозвіл короля на перебудову соборної церкви Вільні (Вільнюса) — Пречистої Богородиці. 2 липня 1511 року отримав на сеймі в Бересті підтвердження королем привілею для Православної церкви, за яким вона мала власне судівництво, була позбавлена втручання світських чинників у справи призначення на посади (аналогічний документ король видав 9 лютого 1522 року для Турівської та Пінської єпархій за його сприяння в проханні архієпископа Йонаша (Івана). У 1514 році отримав дозвіл на будівництво мурованої церкви Св. Трійці на місці дерев'яної, нової — Успіння (пол. Przeniesienie) Св. Миколая у Вільні. В 1521 р. було збудовано нову замкову церкву в Острозі.
Король Сигізмунд I Старий повернув князеві посаду Великого гетьмана Литовського в 1507 році.
1508 року під Слуцьком і 28 квітня 1512 року під Вишневцем (Лопушним) розгромив кримських татар.

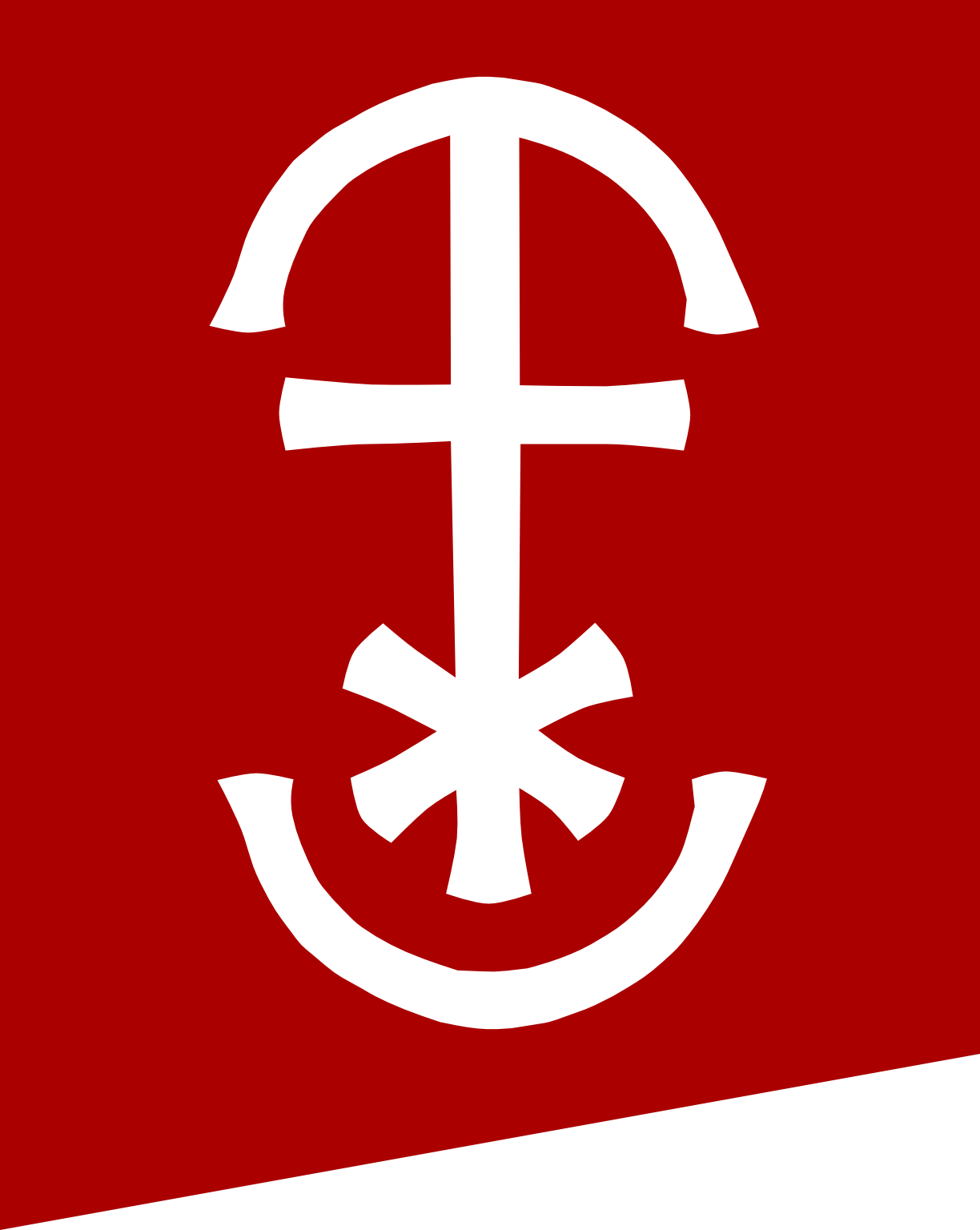
Корогва Костянтина Острозького у битві під Оршею

1513 року почалась нова війна з московитами. 8 вересня 1514 року в битві під Оршею військо Костянтина Острозького розбило московське військо воєвод Івана Челядніна та Михайла Голиці.
У 1517 році армія Острозького невдало намагалася захопити фортецю Опочка. Внаслідок неузгоджених дій польських військ московитам вдалося відбити облогу.
2 серпня 1519 року військо Костянтина Острозького зазнало поразки від татар у битві під Сокалем.
Після смерті митрополита Йосифа II Солтана на своє прохання за дозволом короля від 26 вересня 1521 року отримав опіку над майном Київської митрополії до часу обрання нового митрополита. 17 липня 1522 року отримав від короля привілей ставити печатки з червоного воску. Йому також довіряв наступний митрополит— Йосиф Русин.
Зайняв нейтральну позицію в конфлікті між Ольбрахтом Гастольдом та Миколою Радзивіллом, зумів зберегти з обома добрі взаємини. Коли їхній конфлікт почав переходити у громадянську війну, пробував бути посередником між ними. Мав напружені стосунки з Ольбрахтом Гастольдом після виборів 4 грудня 1522 року, добрі — з королевою Боною.
1524 року спільно з коронним гетьманом Миколаєм Фірлеєм намагався зупинити наїзд військ кримського хана на Волинь і Поділля, але їм забракло для цього сил.
Натомість 2 липня того ж року князь розгромив турків-османів під Теребовлею.
14 вересня виїхав з Кракова до табору короля під Львовом, де оскаржував сепаратистські дії О. Гастольда. Добрі взаємини з королевою не зміцнили його позицій у ВКЛ.

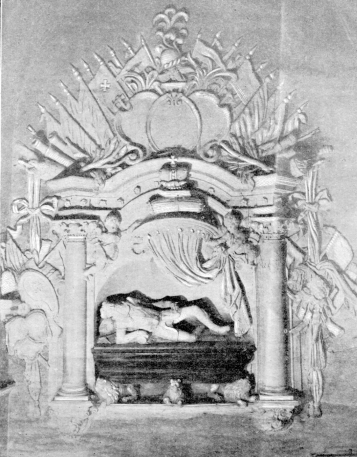
Надгробок князя

1527 року брав участь (разом з польним гетьманом литовським Юрієм Радзивіллом «Геркулесом») у битві під Ольшаницею на Київщині; звільнив з татарського полону 40 000 [українських] бранців, а 700 татар взяв у полон. Полонених татар розселив в Острозі — вони мали охороняти місто. Одна з вулиць міста називається Татарською.
Збройні протистояння із військами південного сусіда були для Острозького звичним ділом — розробив проти них спеціальну тактику ведення бою.

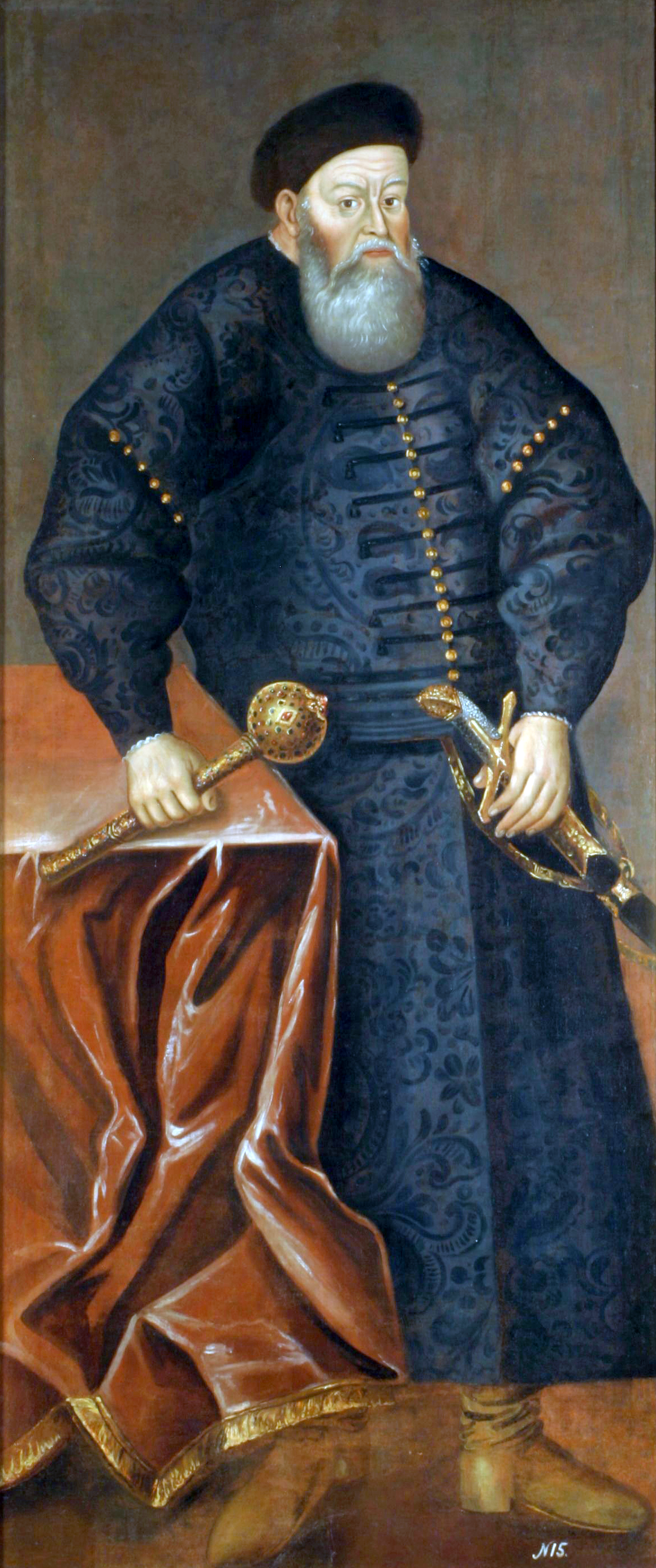
Костянтин Острозький. Невідомий художник. XVII століття

Православний. Користувався руською мовою. Домігся значного обмеження впливу світських урядників на церковне життя та справи; зокрема, припинила діяти заборона на будівництво нових православних церков та інших споруд. Заклав православний монастир в селі Дермань та Богоявленський собор в Острозі. Окрім того, на честь своїх перемог він будував храми в інших місцях Литовської та Польської держав. Його грошові фундації були чи не найбільшими серед пожертв у всьому князівстві. Як потім було написано: «Для немічних притулки, для дітей школи, для людей рицарських в Академії Марсовій списи з шаблями залишив».
Помер 11 вересня 1530 року в Турові, похований у Києво-Печерській лаврі.

## Меценат, великий власник
Один із найвизначніших меценатів та власників землі того часу (входило 100 міст, 40 замків, 1300 сіл; іноземці називали його володіння «Країною князя Острозького», площа володінь перевищувала сучасну Тернопільську область), перетворив Острог на осередок слов'янської культури. Власність, зокрема: Волочиськ — спадок першої дружини, скуплені родинні маєтки коло Острога, Полонне (надане у 1494 р.), Дубно з двором Іваня(е)м, Красилів, Здзенців, Звягель, Здовбиця, Турів (наданий 1508 р.), Чуднів; двори: Поворське, Пел(в)за, Птича; дім у Вільнюсі, наданий 1508 року, подібно як Турів, з конфіскованих у Глинського маєтків). У червні 1508 року отримав підтвердження на внесених першою дружиною маєтків: Степань, Золотіїв, Подоляни, Х(Г)уботів, Городець, Путовичі, Лухче. Звитяга під Оршею принесла йому надання замку в Дорогобужі.
1516 року отримав Охново (Новогрудський повіт), 1518 — Колтів. В 1522 році король підтвердив купівлю маєтків: Теплень, Вовковошово, Знесіння (пол. Zniesień), привілей на дворища Мокрець і Констенців (Поділля). 5 вересня 1522 року отримав Сатиїв з фільварками, Смольницю. В 1528 році з власних маєтків виставив 426 коней, що дозволяє ствердити на володіння близько 41000 душ. Отримав привілеї, розбудовував міста: Дубне (1507 р.), Звягель (1519). Надав кошти для розбудови Межиріцького монастиря, (зокрема, зведення мурованої Троїцької церкви в 1520-х рр.) Острозького, Дубенського замків.
3 червня 1498 року як власник Дубна отримав від Литовського князя Олександра грамоту про надання Дубну статусу міста. 1507 року король польський Сигізмунд І Старий надав Дубну на прохання Костянтина Острозького магдебурзьке право. 
1510 року на місці укріпленого посаду будує нову фортецю в Полонному.

## Сім'я

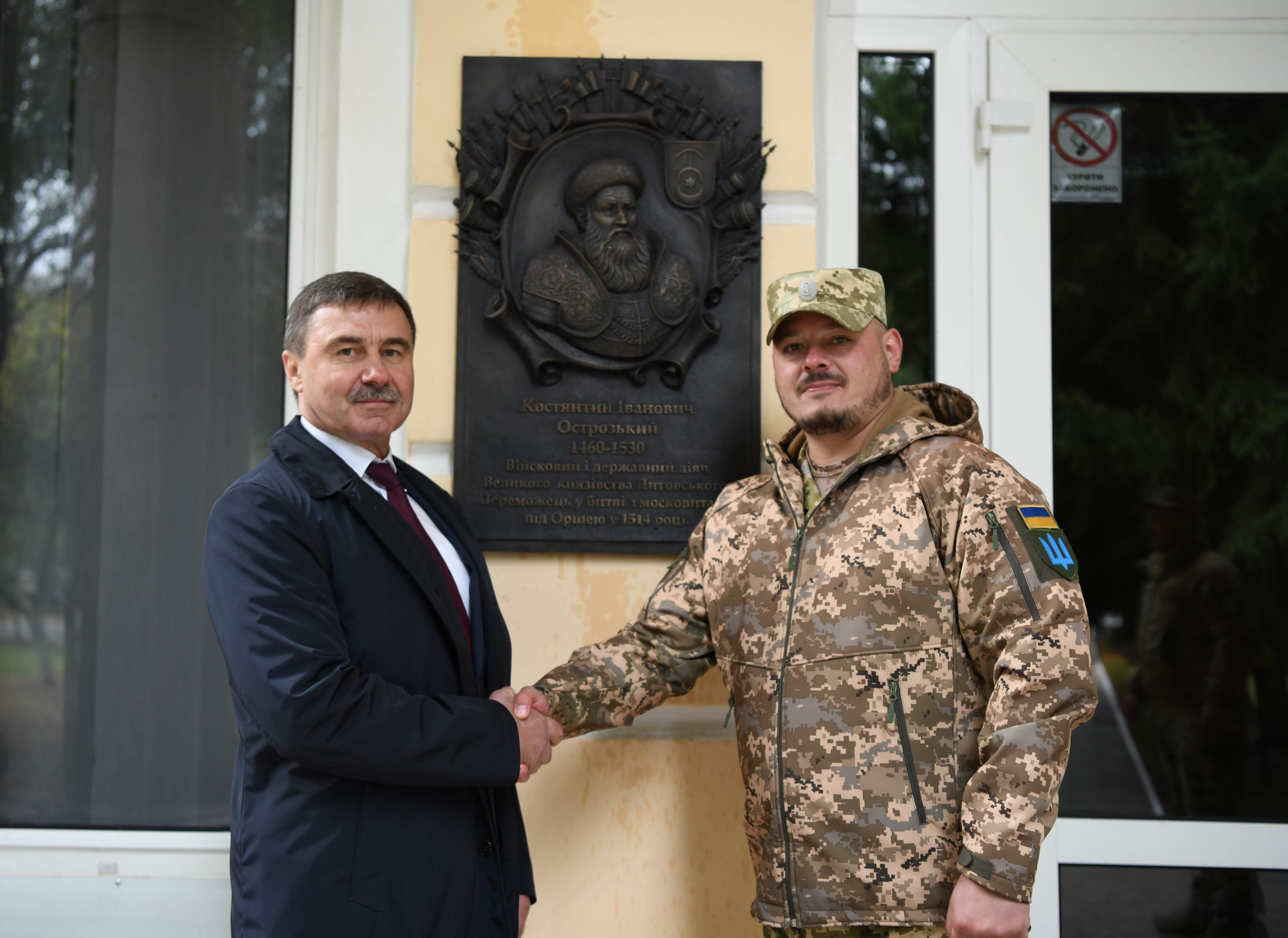
Відкриття меморіальної дошки князя Костянтина Острозького на стіні штабу 30 ОМБр, 2019 рік

Про його батька, князя Івана Васильовича, збереглося мало свідчень. Відомо лише, що він неодноразово воював з татарами та збільшував свої маєтності численними придбаннями землі. Костянтин Іванович — онук Василя Федоровича і правнук Федора Острозького.
Перша дружина — княжна Тетяна Гольшанська (пом. 12.07.1522), донька князя Семена Юрійовича та його дружини — княжни Анастасії Несвізької-Збаразької. Син — Ілля. Була похована в Києво-Печерській лаврі, існував її надгробок з епітафією.
Друга дружина — княжна Олександра Олелькович-Слуцька (пом. після 1555), донька князя Семена Михайловича Олельковича та його дружини — мстиславльської княжни Анастасії. Шлюб був укладений з дотриманням традиції — через рік після смерті Тетяни Гольшанської та завершення «часу жалоби». У контракті вказувалося, що у випадку народження новою дружиною сина й інших дітей, усі діти Острозького мають поділити батьковий спадок порівну. Син — Василь Костянтин Острозький, народився, коли батьку було більше 60 років.

## Вшанування пам'яті

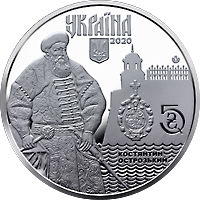
Острозький Костянтин Іванович на монеті НБУ присвяченій місту Дубно

У низці українських міст є вулиці, названі на честь князя Острозького.
У 2014 році Надзвичайний і Повноважний Посол Литовської Республіки в Україні Пятрас Вайтєкунас ініціював проєкт з відтворення надгробка князю Костянтину Острозькому, який був знищений разом із Успенським собором Києво-Печерської лаври 3 листопада 1941 року.
У 2017 році іменем Великого Гетьмана Костянтина Острозького Україна, Литовська Республіка та Республіка Польща назвали багатонаціональний підрозділ Литовсько-польсько-українську бригаду.
З 2018 року ім'я князя Костянтина Острозького носить 30-та окрема механізована бригада ЗСУ.
2023 року у Києво-Печерській лаврі на північному фасаді Успенського собору встановили і освятили меморіальну дошку на Костянтина Острозького. Встановлення меморіалу присвячене 509-м роковинам битви під Оршею 1514 року.

## Галерея

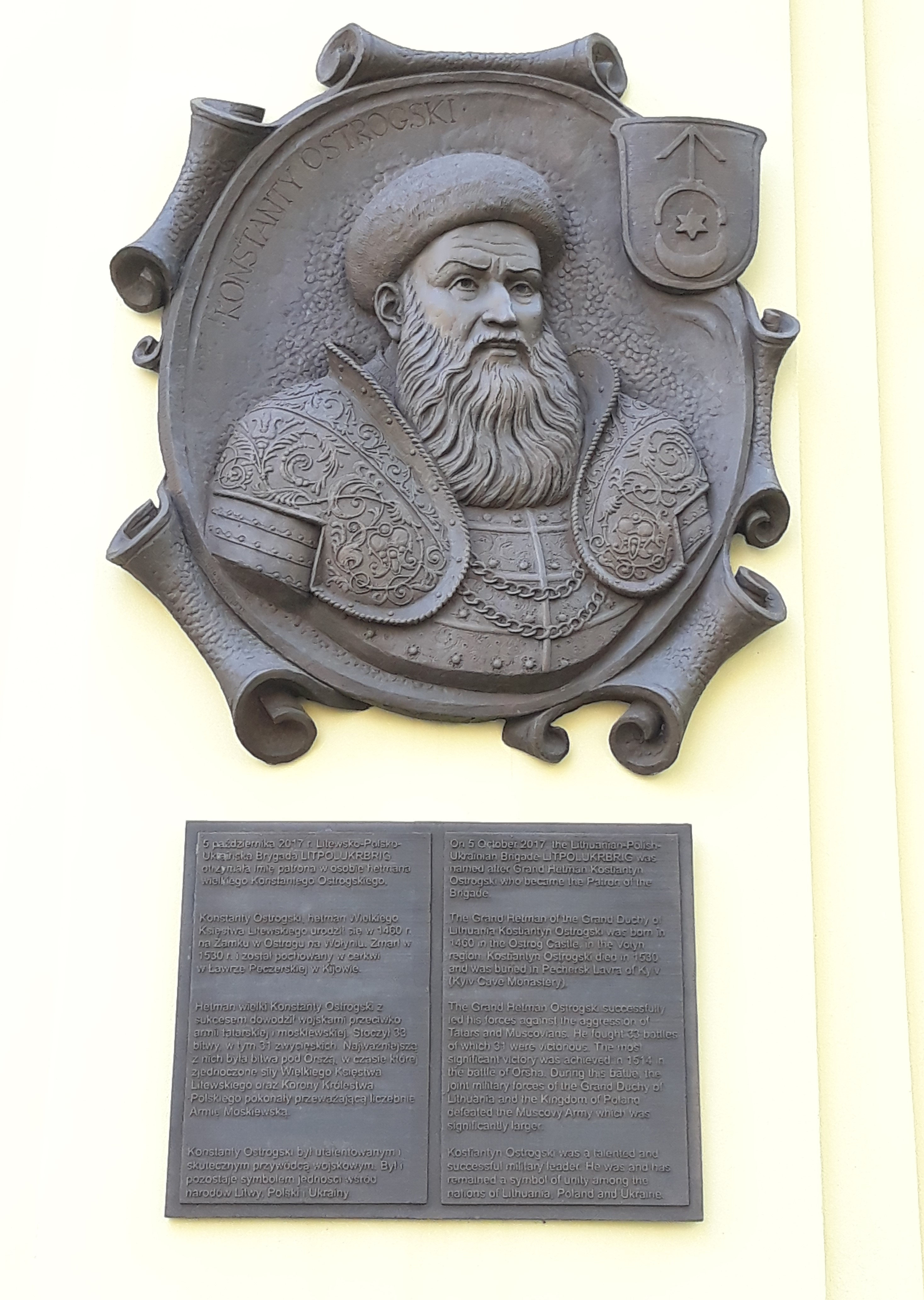
Меморіальна дошка у місті Люблін, Польща
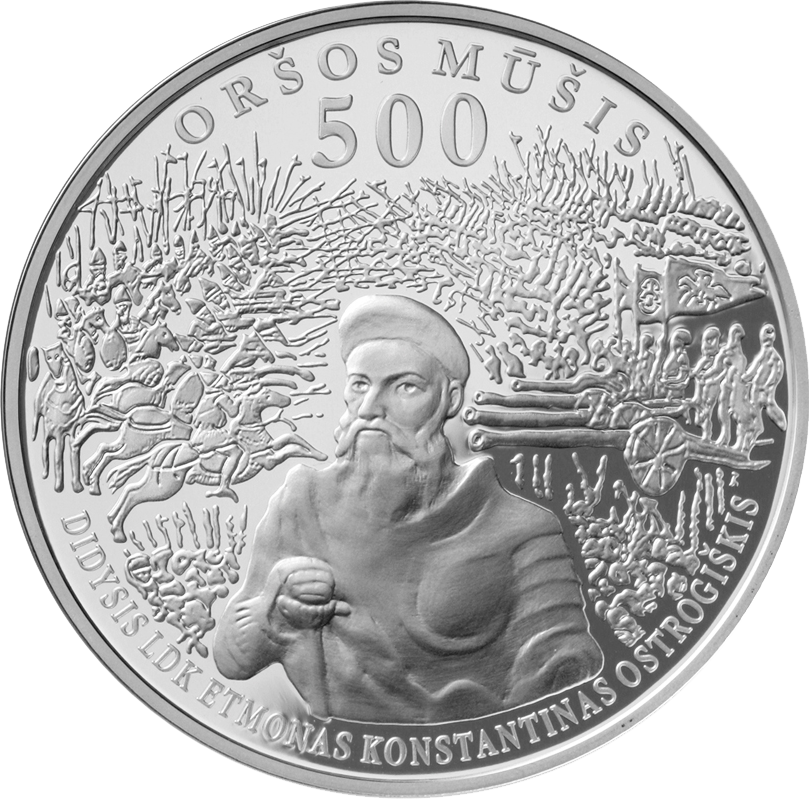
Литовська монета присвячена 500-річчю битви під Оршею
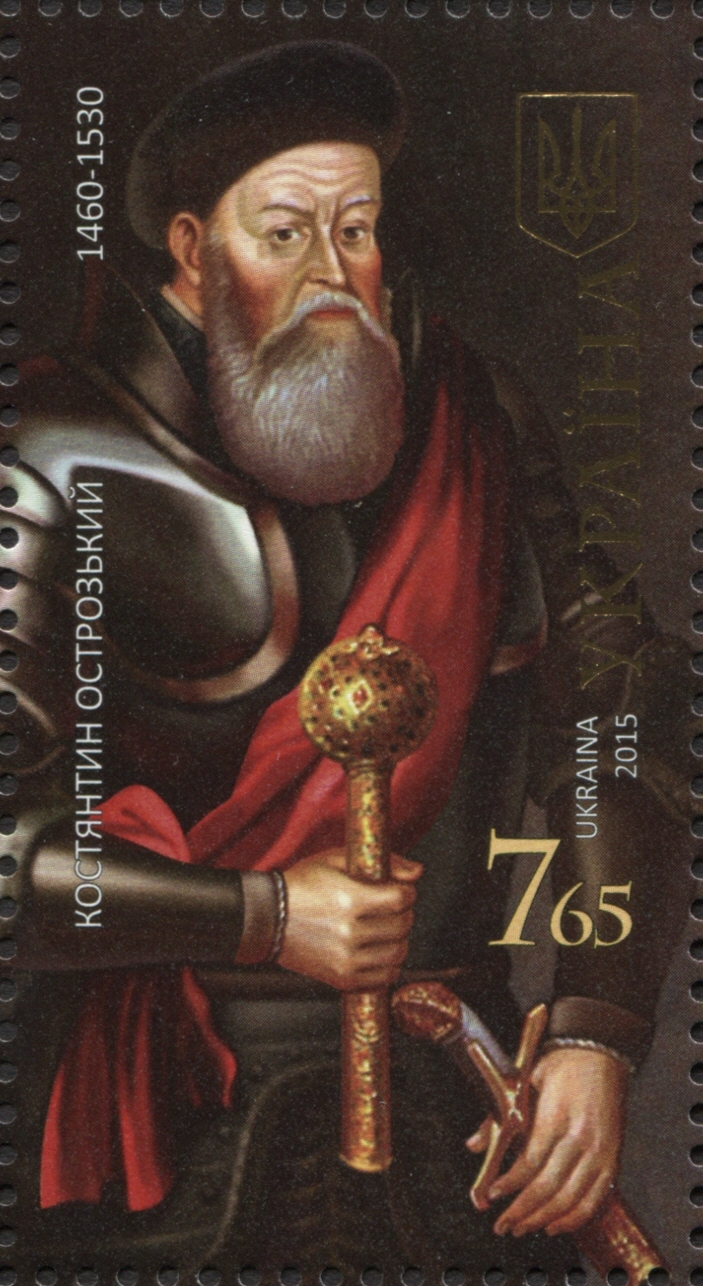
Поштова марка 2015 року